# Tajna zlatnog rudnika
Tajna zlatnog rudnika je 1. sveska Lunov magnus stripu objavjena 1. marta 1968. godine. Koštala je 5 novih dinara (1 $, 0,33 DEM). Epizoda je imala 68 strana formata B5. Izdavač јe bio Dnevnik iz Novog Sada. 

## Originalna epizoda
Ova epizoda je premijerno objavljena u Italiji u regularnoj ediciji Teksa Vilera pod nazivom L'enigma dello scudiscio (Zagonetka srebrnog korbača) u svesci #67 (str. 19-104), koja je izašla 1. maja 1966. godine. Nacrtali su je Aureliano Galepini i Virgilio Muci, a scenario je napisao Đanluiđi Boneli.

## Kratak sadržaj
Teks i Kit Karson nailaze na grupu konjanika koja progoni jednog čoveka. Uspevaju da ga spasu i rasteraju goniče, ali je čovek ranjen. Na izdisaju im ostavlja bič koji će Teksu i Kit kasnije pričiniti mnoge nevolje.

## Repriza ove epizode
Epizoda je reprizirana u Zlatnoj seriji #518. pod nazivom Ortegin bič 11. jula 1980, a potom u novom Lunov magnus stripu #1, koja je izašao 23. februara 2023. pod identičnim nazivom. 